# マルコシアス・バンプ
マルコシアス・バンプ（MARCHOSIAS VAMP）は、日本のグラムロックバンド。

## 経歴
1985年結成。
1989年（平成元年）12月9日、『三宅裕司のいかすバンド天国』に出場。この日はすでに4週を勝ち抜いていたたまの3代目グランドイカ天キングがかかった回であった。登場時の紹介は「来るべきものはやっぱり来た。快楽と不条理が螺旋状に極まる。ここにグラムロックの封印が解かれる」、キャッチフレーズは「メガトン・グラム・ロック」であった。
楽曲「バラが好き」は、吉田建や伊藤銀次など審査員全員から絶賛された。結果、マルコシアス・バンプはこの回のチャレンジャー賞を獲得。たまに挑むが、票決は4-3と1票差で敗れた。しかし審査委員長の萩原健太は、勝敗が決した後に「マルコシアスが惜しくて仕方がない。たまはグランドイカ天キングってことで来週はキングがいなくなるんだから、仮キングとして残していただけないでしょうかね」 と提案。審査員は拍手でこれを迎え、ディレクターも同意して特例措置で仮イカ天キングとして残る。この措置にメンバーは「うれしい」と率直な感想を述べた。この回は「番組史上屈指の名勝負」と評価されている。
その後、5週勝ち抜きを達成し、4代目グランドイカ天キングの座に輝く。仮キングからグランドキングへ勝ち上がった番組史上唯一のバンドとなった。キング在位中は、5週目にチャレンジャーのタッケナー・アンサンブルに坂上二郎の1票が入った以外は、審査員全員がキングのマルコシアス・バンプに票を入れた。
1990年元日に日本武道館で催行された『輝く!日本イカ天大賞』では、人間椅子、マサ子さん、そしてたまと並んでベスト・コンセプト賞部門にノミネートされたが、接戦（番組内における審査員の伊藤銀次の発言）の末にたまが受賞した。司会の三宅裕司からこの時「また、たまに負けたね」と質問された秋間は「あの、仮コンセプト賞は?」と返答している。さらに大賞部門では、宮尾すすむと日本の社長、FLYING KIDSの両者と共に審査員特別賞を受賞したが、日本イカ天大賞はたまが受賞した。この直後にリリースされたアルバム『乙姫鏡』は、オリコン初登場59位を獲得。
1990年、ビクター音楽産業からメジャー・デビュー。1996年1月、無期限活動停止。

## メンバー
- 秋間経夫：ボーカル、ギター
活動停止後は、グラムロックバンド「AKIMA&NEOS」を経て「Rama Amoeba」に在籍。また石田とのアコースティック・ユニット「アキマ&イシダ」として、不定期に活動。
- 鈴木ユタカ（穣）：ギター、コーラス
イカ天放送時には学術史跡の遺跡発掘の仕事をしていると言って笑いをさそった。活動停止後はギタリスト、ギター講師として活動。
- 佐藤研二：ベース、チェロ、コーラス
1963年3月1日生まれ。活動停止後はソロ活動とともに、ROLLYと組んだバンド「THE 卍」や、湊雅史（奥田民生MTR&Y、元DEAD END）、橋本じゅん（A あー）と組んだバンド「アンクルミート」、チェロ三重奏団「Cotucotu」（坂本弘道、佐藤研二、三木黄太）、吉田達也と組んだバンド「石窟寺院」などで活動している。イカ天出場当時に沢田研二がシングル『サムライ』のステージ衣装で使った軍服を彷彿させる衣装を着用、警察官風の帽子を被っていたためか、司会の三宅裕司に『こまわり君』と呼ばれる。また、審査員の中島啓江には「（勝ち抜くたびに）どんどん化粧が濃くなっていく」と指摘された。後にその沢田のアルバムレコーディングに参加している（秋間も曲を提供したことがある）。
- 石田光宏：ドラムス、コーラス
活動停止後は秋間とのアコースティック・ユニット「アキマ&イシダ」として、不定期に活動（同ユニットではパーカッションも担当）。グラムロックバンド「CHEAP STAR」のドラマーとしても活動。イカ天初出場時、審査員の内藤陳から「ドラム（のアゴのあたり）が俺に似ている」と指摘され大笑いになった。

## ディスコグラフィー

### オリジナル・アルバム
メジャー・デビュー以降はビクター音楽産業→ビクターエンタテインメントより発売。レコードレーベルは『Dynamic Was Ruby』までがビクター・インビテーション、『MIRAVAL』以降がSPEEDSTAR RECORDS。
メジャー・デビュー以降の6作は、2008年8月20日に紙ジャケットで再発売された。

### ベスト・アルバム
『BEST & RARE』は、2008年8月20日に紙ジャケットで再発売された。

## タイアップ一覧
| 年     | 曲名           | タイアップ                                       |
| ------ | -------------- | ------------------------------------------------ |
| 1990年 | オレンジ色の月 | 日本ビクター「CDioss」CMソング                   |
| 1992年 | SPIDER WOMAN   | サントリー「スポーツドリンク デカビタC」CMソング |